# Pristimantis molybrignus
Pristimantis molybrignus es una especie de anfibio anuro de la familia Craugastoridae.

## Distribución
Esta especie es endémica de la vertiente occidental de la Cordillera Occidental en Colombia. Habita entre los 1110 y 2350 m de altitud en los departamentos de Valle del Cauca, Cauca, Risaralda y Chocó.

## Descripción
Los machos miden de 21.3 a 29.3 mm y las hembras de 34.0 a 42.1 mm.

## Publicación original
- Lynch, 1986 : New species of Eleutherodactylus of Colombia (Amphibia: Leptodactylidae). 2. Four species from the cloud forests of the western Cordilleras. Caldasia, Bogotá, vol. 15, p. 629-647[5]